# Pérez Art Museum Miami
El Pérez Art Museum Miami o PAMM, nombre oficial Jorge M. Pérez Art Museum of Miami-Dade County, es un museo de arte contemporáneo ubicado en el centro de Miami, Florida. Fundado en 1984 como el Centro de Bellas Artes, se hizo conocido como el Museo de Arte de Miami desde 1996, hasta que fue rebautizado en 2013 con la inauguración de su nuevo edificio diseñado por Herzog & de Meuron. Es parte del Parque del Museo (anteriormente Parque Bicentenario), junto con el Museo de Ciencias Phillip y Patricia Frost y un parque de la ciudad que se construyó en el área.
En 2014, la colección permanente del museo contenía más de 1800 obras, en particular arte de los siglos XX y XXI de América, Europa Occidental y África. En 2016, la colección del museo contenía casi 2000 obras.
El museo había pronosticado originalmente más de 200 000 visitantes en su primer año en la nueva ubicación. Pero desde la inauguración del nuevo edificio en el Parque del Museo, ha registrado niveles récord de asistencia con más de 150 000 visitantes en sus primeros cuatro meses. En su antigua ubicación en Flagler Street, el museo recibía una media de 60 000 visitantes al año.
Pérez Art Museum Miami (PAMM) cuenta con servicio directo de tránsito rápido en la estación Museum Park del Metromover.

## Historia

### Centro de Bellas Artes
Se inauguró en 1983 como Centro de Bellas Artes un granero de estilo español llamado Centro Cultural de Miami-Dade, fue el primero de tres edificios que se inaugurarían en un complejo propiedad del condado, con un costo de $24 millones, diseñado por Philip Johnson. El museo fue construido en 101 West Flagler Street en la misma Plaza Cultural de Miami que el HistoryMiami Museum y la Biblioteca Pública de Miami-Dade. El retraso de más de un año en la apertura se debió a una renovación de $16,5 millones del sistema de evacuación de humos del complejo. Fundado como una sala para espectáculos itinerantes, el Centro de Bellas Artes no comenzó a adquirir arte hasta 1996.  Pero sus esfuerzos se vieron limitados por el poco espacio de almacenamiento o exhibición. El Museo de Arte de Miami fue fundado en 1996 como sucesor del Centro de Bellas Artes.

### Jorge M. Pérez Art Museum
En noviembre de 2010, comenzó la construcción del nuevo edificio en el Museum Park en el centro de Miami. El edificio está diseñado por los arquitectos suizos Herzog & de Meuron, que fueron contratados por Terence Riley, director del museo en 2009, cuando se hicieron los planos. La estructura está destinada a parecerse a Stiltsville, que es el nombre dado a un grupo de casas de madera construidas sobre pilotes que se encuentran frente a la costa de Key Biscayne en la Bahía de Biscayne. El nuevo edificio del museo se construyó junto con el nuevo edificio del Museo de Ciencias de Miami en el parque rediseñado. El edificio de tres pisos tiene 200 000 pies cuadrados (19 000 m²), compuesto de 120 000 pies cuadrados interiores y 80 000 pies cuadrados exteriores. Dentro del museo, los espacios de exhibición se pueden iluminar con ventanas del piso al techo, que también se pueden bloquear o usar como telón de fondo. Si no se usa la luz natural, las habitaciones obtienen una luz clínicamente uniforme proporcionada por tiras de tubos fluorescentes, aunque también se pueden usar focos. Una gran escalera, casi todo el ancho de 180 pies de la plataforma, la conecta con el paseo marítimo. Cortinas gruesas que absorben el sonido acordonan una o dos áreas pequeñas de la escalera para los programas.
Con sus terrazas envolventes elevadas y amplias marquesinas colgantes, las construcciones están concebidas para soportar huracanes e inundaciones, al mismo tiempo que brindan mucha sombra y ventilación. El museo también incorpora una serie de jardines verticales colgantes hechos con plantas y vegetación locales, diseñados por el botánico francés Patrick Blanc. Blanc experimentó con diferentes tipos de especies a lo largo de los años y los jardines ahora comprenden 80 tipos de plantas que se supone que sobreviven al calor subtropical así como a los huracanes. Según Christine Binswanger, la arquitecta del proyecto, las plantas brindan una transición para los visitantes que ingresan desde el exterior. El nuevo edificio del PAMM se inauguró en diciembre de 2013 y el edificio del Museo de Ciencias de Miami se inauguró en mayo de 2017.
Para construir el nuevo edificio del museo de US$ 131 millones, el Museo entró en una asociación público-privada con la ciudad de Miami y el condado de Miami-Dade. La ciudad de Miami proporcionó la ubicación en la Bahía de Biscayne. La construcción del museo costó US$ 220 millones, con US$ 100 millones provenientes de los votantes de Miami-Dade en fondos de bonos de obligación general, y US$ 120 millones de donantes privados. A mediados de 2011, los donantes privados habían comprometido más de US$50 millones en apoyo adicional para el edificio y la dotación institucional. Jorge M. Pérez, fideicomisario y coleccionista de arte latinoamericano desde hace mucho tiempo, hizo en 2011 una donación de US$ 35 millones, a pagar en su totalidad en diez años, para apoyar la campaña para el nuevo museo, que a su vez pasó a llamarse Museo de Arte Jorge M. Pérez del condado de Miami-Dade. La nueva ubicación de Museo pretende transformar el Parque del Museo en un destino central en el mapa cultural de Miami, promover la educación artística progresiva, crear cohesión comunitaria y contribuir sustancialmente a la revitalización del centro.

## Colección
El Pérez Art Museum ha estado coleccionando arte desde 1996. El enfoque del museo es el arte contemporáneo y del siglo XX, así como las culturas de la Cuenca del Atlántico, que define como las Américas, Europa Occidental y África. En el momento de la apertura del nuevo edificio, las posesiones del museo incluían 1800 objetos, casi 500 de los cuales fueron adquiridos en 2013, incluidas piezas de John Baldessari, Olafur Eliasson y Dan Flavin. En sus colecciones permanentes, hay obras de la segunda mitad del siglo XX y contemporáneas de Purvis Young, Joseph Cornell, Kehinde Wiley, James Rosenquist, Frank Stella y Kiki Smith.
Gran parte de la colección actual del museo ha sido donada, con 110 obras provenientes de Jorge M. Pérez, entre ellas piezas de los pintores cubanos José Bedia Valdés y Wifredo Lam, así como de los artistas mexicanos Diego Rivera y Damián Ortega, el uruguayo Joaquín Torres-García y la colombiana Beatriz González.
En 2012 Pérez comprometió US$500 000 para establecer un fondo de adquisiciones para el arte afroamericano, igualado poco después por la Fundación John S. y James L. Knight con sede en Miami. En 2014 el museo lanzó el programa Ambassador of African American Art, su primer grupo afiliado, que invita a los donantes a contribuir directamente al fondo.
En 2013 el fideicomisario del museo y desarrollador de Miami, Craig Robins, comprometió 102 pinturas, fotografías, esculturas y otras obras de su colección personal.
En 2016 Pérez hizo una segunda donación importante de arte y una promesa adicional de US$10 millones a pagar durante los siguientes 10 años. El museo estaba obligado a utilizar los primeros US$5 millones de esta donación para adquirir arte cubano contemporáneo. Los segundos US$5 millones se destinaron a la dotación del museo, y Pérez dijo que quería que la donación atrajera a otros patrocinadores adinerados a donar al museo. El arte incluyó más de 200 piezas (valuadas en US$ 5 millones) de la colección personal de arte cubano contemporáneo de Pérez, incluidas piezas de Glexis Novoa, Rubén Torres Llorca, Hernan Bas y José Bedia. Como resultado, el PAMM ahora tiene una de las colecciones más grandes de arte cubano contemporáneo en América. Hasta 2017, Pérez había donado más de 170 obras.
En 2019, dieciséis obras de los artistas Christo y Jeanne-Claude, por un valor de alrededor de US$ 3 millones, fueron donadas al Pérez Art Museum por su fideicomisaria Maria Bechily y su esposo Scott Hodes. También en 2019, el Museo anunció la selección del tercer regalo anual de New Art Dealers Alliance (NADA) para el museo, la pintura New Hat (2019) del artista dominicanoestadounidense Kenny Rivero. Ese mismo año, el museo anunció una sección especial de Frieze New York, comisariada por el director Franklin Sirmans. La sección muestra artistas de Just Above Midtown (JAM), la Galería de Arte Black Power de los años 1979-80.